# Aegiphila obovata
Aegiphila obovata là một loài thực vật có hoa trong họ Hoa môi. Loài này được Andrews mô tả khoa học đầu tiên năm 1809.